# B-Sides and Rarities (album de Deftones)
Pour les articles homonymes, voir B-Sides and Rarities.
Albums de Deftones
Deftones
(2003) Saturday Night Wrist
(2006)
B-Sides and Rarities est une compilation des Deftones. C'est un coffret qui contient un CD et un DVD. Le CD contient des chansons sorties sur d'autres albums et d'autres qui ne furent jamais intégrées à un album auparavant.

## Liste des chansons

### CD
| No  | Titre                                         | Durée |
| --- | --------------------------------------------- | ----- |
| 1.  | Savory (Jawbox song)                          | 4:35  |
| 2.  | Wax and Wane                                  | 4:09  |
| 3.  | Change (In the House of Flies)                | 5:16  |
| 4.  | Simple Man (Lynyrd Skynyrd song)              | 6:19  |
| 5.  | Sinatra                                       | 4:43  |
| 6.  | No Ordinary Love                              | 5:34  |
| 7.  | Teenager                                      | 3:45  |
| 8.  | Crenshaw Punch / I'll Throw Rocks at You      | 4:48  |
| 9.  | Black Moon                                    | 3:18  |
| 10. | If Only Tonight We Could Sleep                | 5:07  |
| 11. | Please, Please, Please Let Me Get What I Want | 2:01  |
| 12. | Digital Bath                                  | 4:48  |
| 13. | The Chauffeur                                 | 5:21  |
| 14. | Be Quiet and Drive (Far Away)                 | 4:30  |
| 15. | Night Boat (piste bonus iTunes)               | 4:38  |

### DVD
1. "7 Words"
2. "Bored"
3. "My Own Summer (Shove It)"
4. "Be Quiet and Drive (Far Away)"
5. "Change (In the House of Flies)"
6. "Back to School (Mini Maggit)"
7. "Digital Bath"
8. "Minerva"
9. "Hexagram"
10. "Bloody Cape"
11. "Engine Number 9"
12. "Root"